# دریاچه کوهستانی

فعالیت یخچالی و شکل‌گیری سیرک یخچالی که ممکن است دریاچه کوهستانی درون آن به‌وجود آید.

دریاچه کوهستانی (انگلیسی: Tarn) دریاچه، آبگیر یا چاله‌ای در کوهستان است که در یک سیرک یخچالی که توسط یخچال طبیعی حفر شده، تشکیل می‌شود. یخ‌رفت‌ها نیز می‌توانند در پایین‌دست دریاچه کوهستانی باعث تشکیل یک سد طبیعی شوند.

## شکل‌گیری
تشکیل دریاچه‌های کوهستانی نتیجه یخچال‌های طبیعی کوچکی است که یخچال سیرکی نامیده می‌شوند. سیرک‌های یخچالی به صورت حفره‌هایی در دامنه‌های کوه در نزدیکی خط یخ‌برف شکل می‌گیرند. در نهایت، حفره ای که در آن سیرک یخچالی ایجاد می‌شود ممکن است بر اثر هوازدگی و جداسازی یخ و طی فرایند فرسایش یخچالی به شکل کاسه‌ای بزرگ در کنار کوه تبدیل شود. این حوضه یخچالی با ادامه فرسایش در اثر جدا شدن یخ و یخ‌کاست عمیق‌تر خواهد شد. معمولاً سیرک یخچالی تا حدی از سه طرف توسط صخره‌های شیب‌دار و پرتگاه‌ها احاطه شده و در سمت چهارم آن یکی از انواع یخ‌رفت که از یخ‌نهشته ساخته شده، دیده می‌شود که از این سمت یک نهر یا زبانه یخچالی از سیرک خارج می‌شود.
دریاچه کوهستانی از ذوب سیرک‌های یخچالی تشکیل شده‌است. این دریاچه‌ها ممکن است مانند دریاچه‌های بریخچالی فصلی بوده یا دریاچه‌هایی دائمی باشند که در حفره‌های به‌جا مانده از سیرک‌ها در مناطق سابقاً یخچالی تشکیل شده‌اند.

## نگارخانه

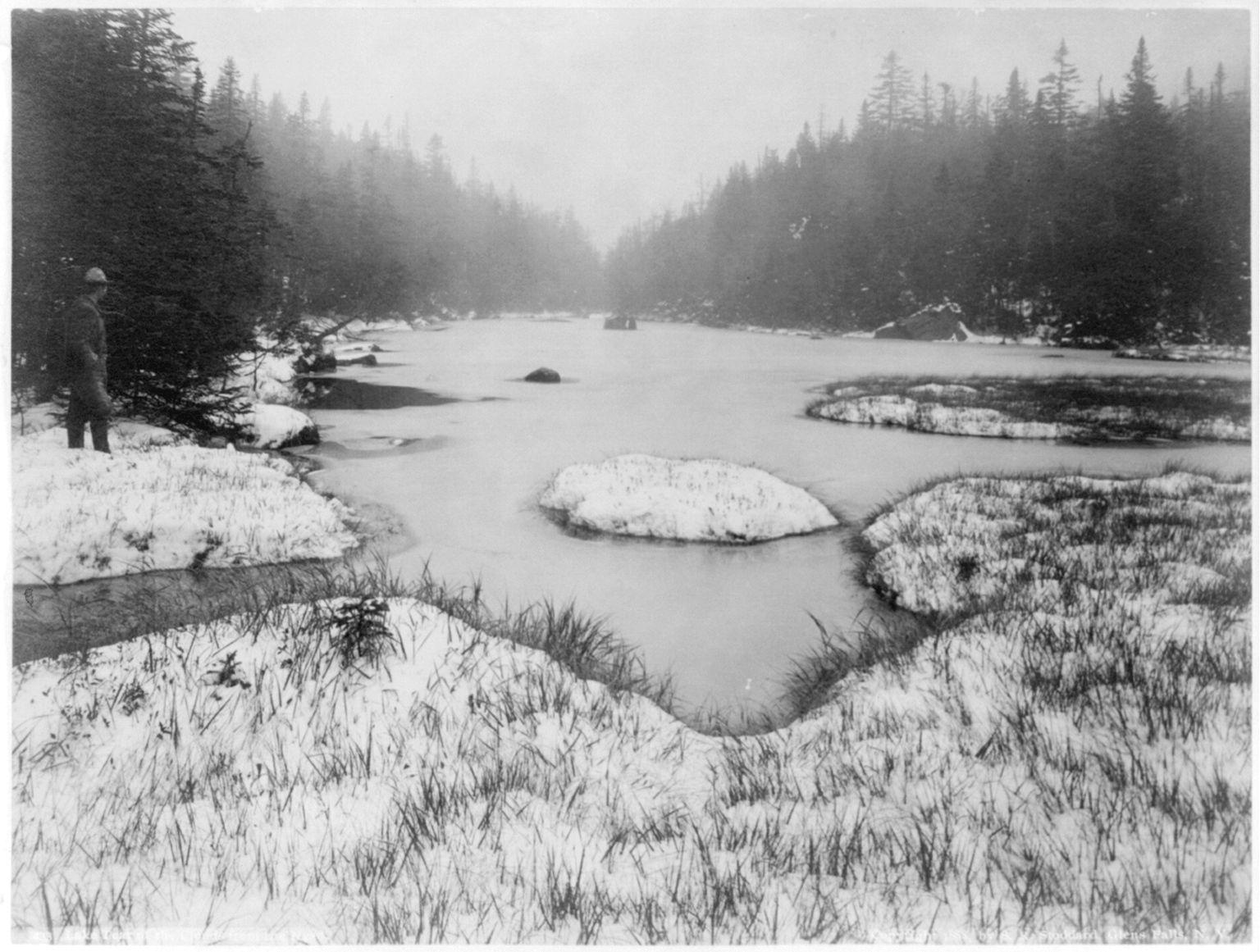
دریاچه کوهستانی اشک ابرها در کوه‌های آدیرونداک، ایالت نیویورک، سده ۱۹ میلادی
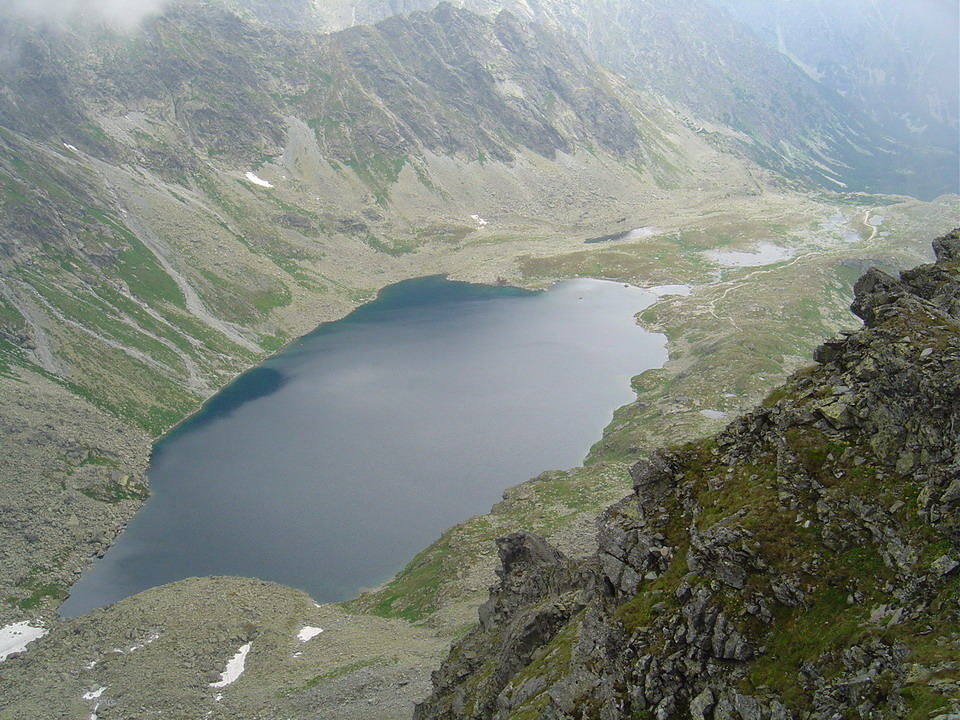
دریاچه Veľké Hincovo، کوه‌های تاترا،  بزرگ‌ترین و عمیق‌ترین دریاچه کوهستانی در اسلواکی
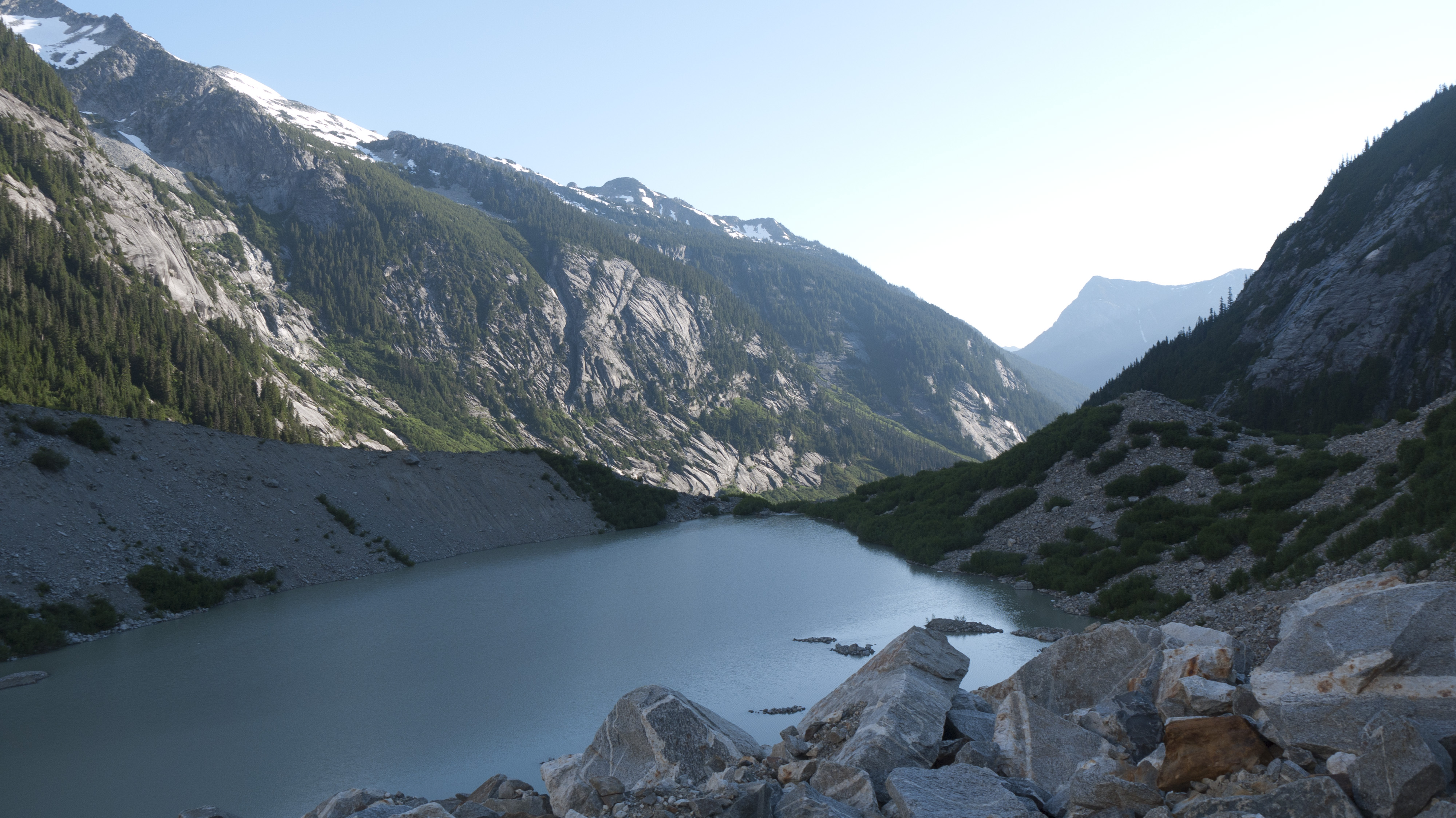
دریا\ه کوهستانی Lousy در پارک ملی کسکیدز شمالی،  Picket Range، ایالت واشینگتن، آمریکا
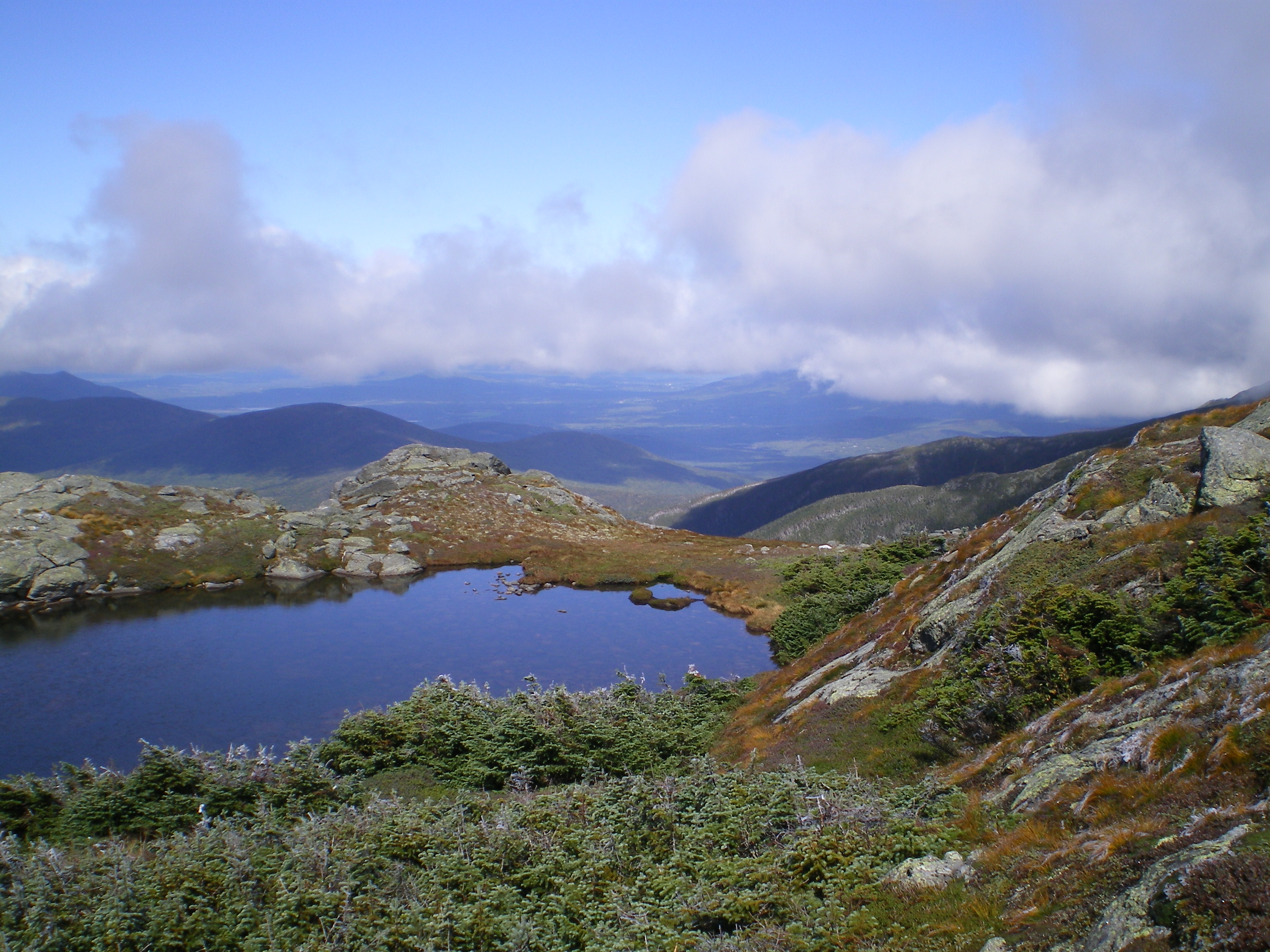
دریاچه ابرها، در زیر کوه واشینگتن در کوه‌های سفید، نیوهمپشایر
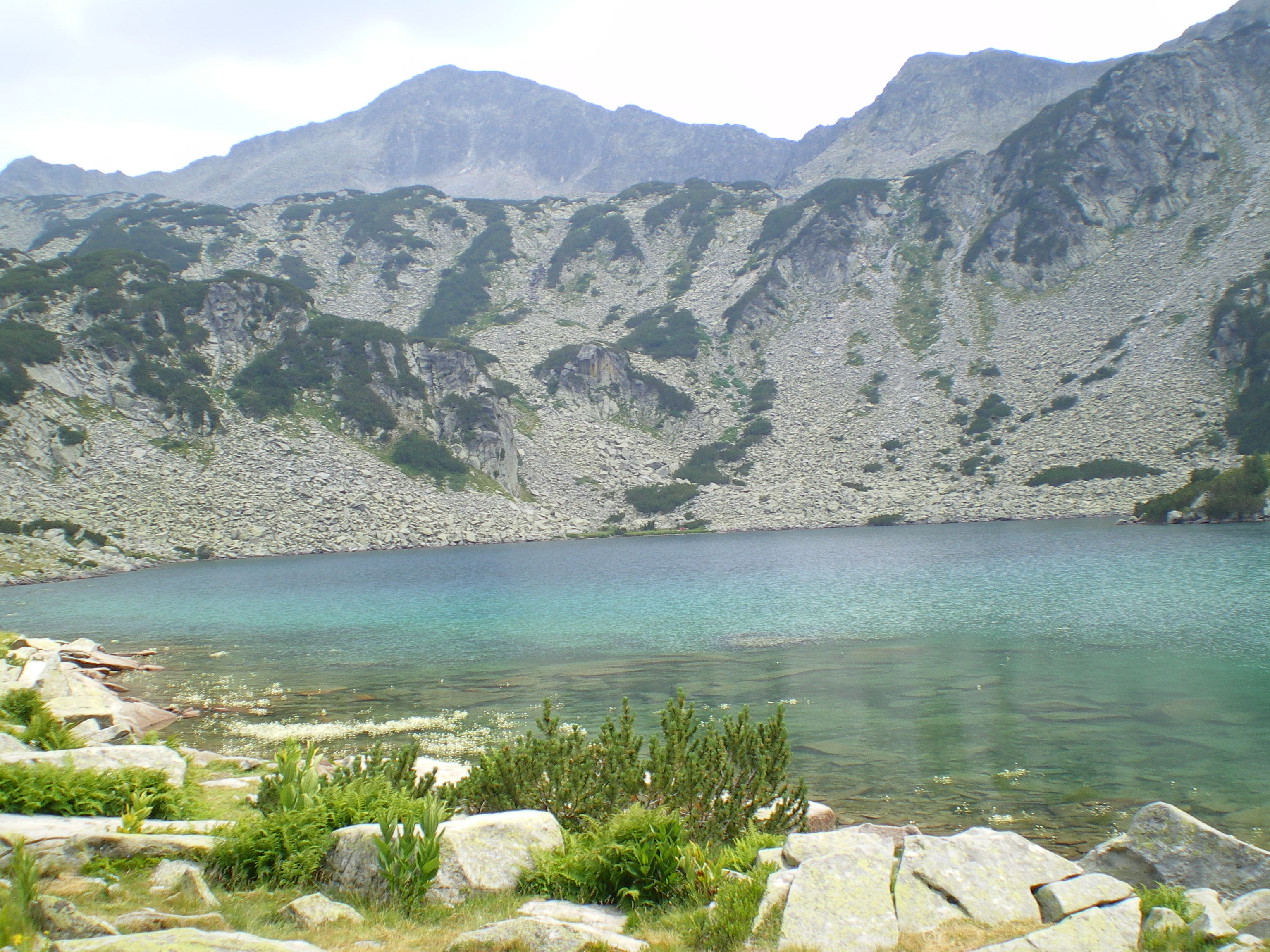
Banderishki Chukar دید از سمت Banderishki Lakes (دریاچه‌های کوهستانی)، پیرین،  بلغارستان
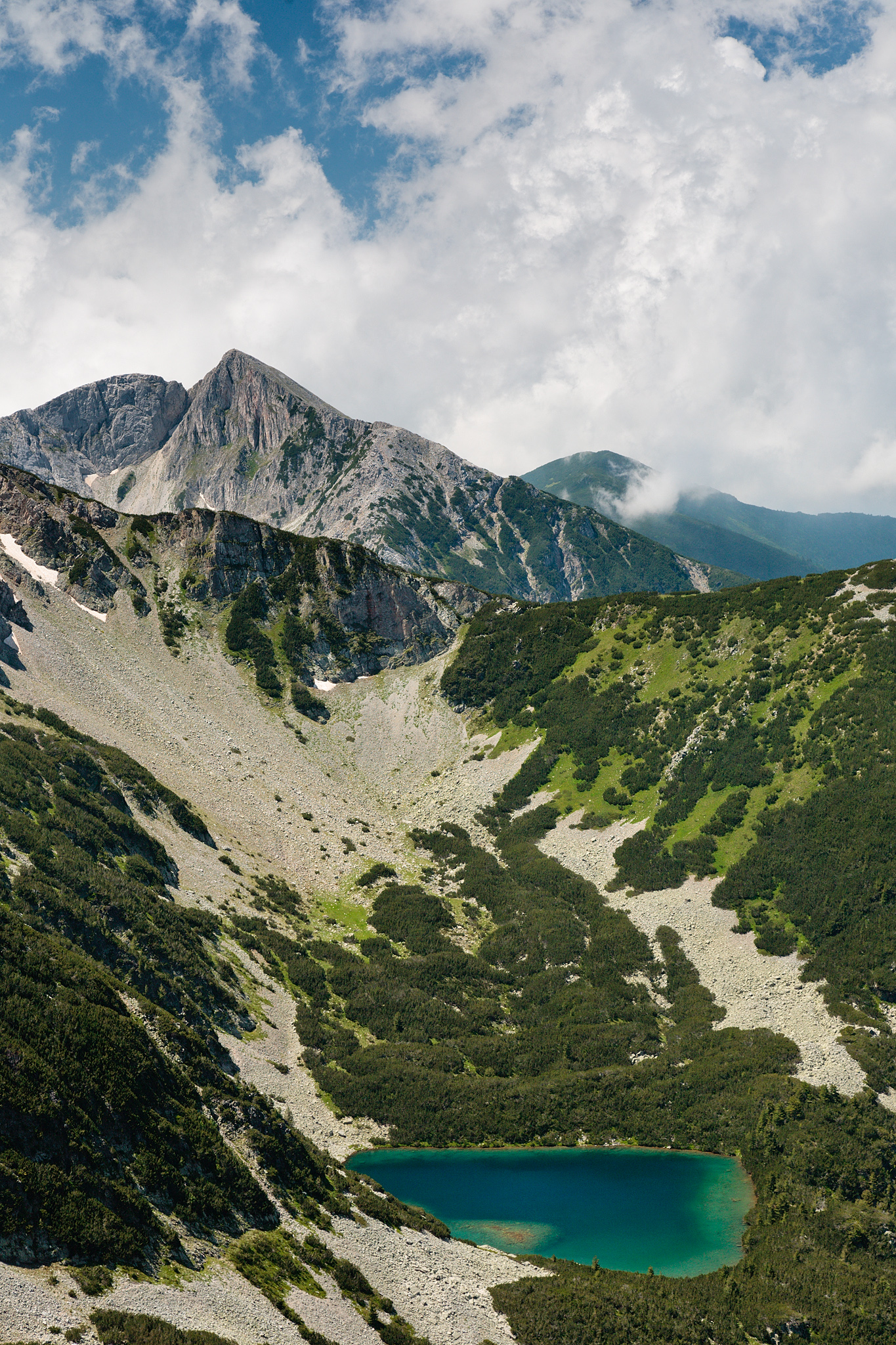
نمایی از دریاچه کوهستانی Gergiysko و قله Sinanitsa در پیرین،  بلغارستان
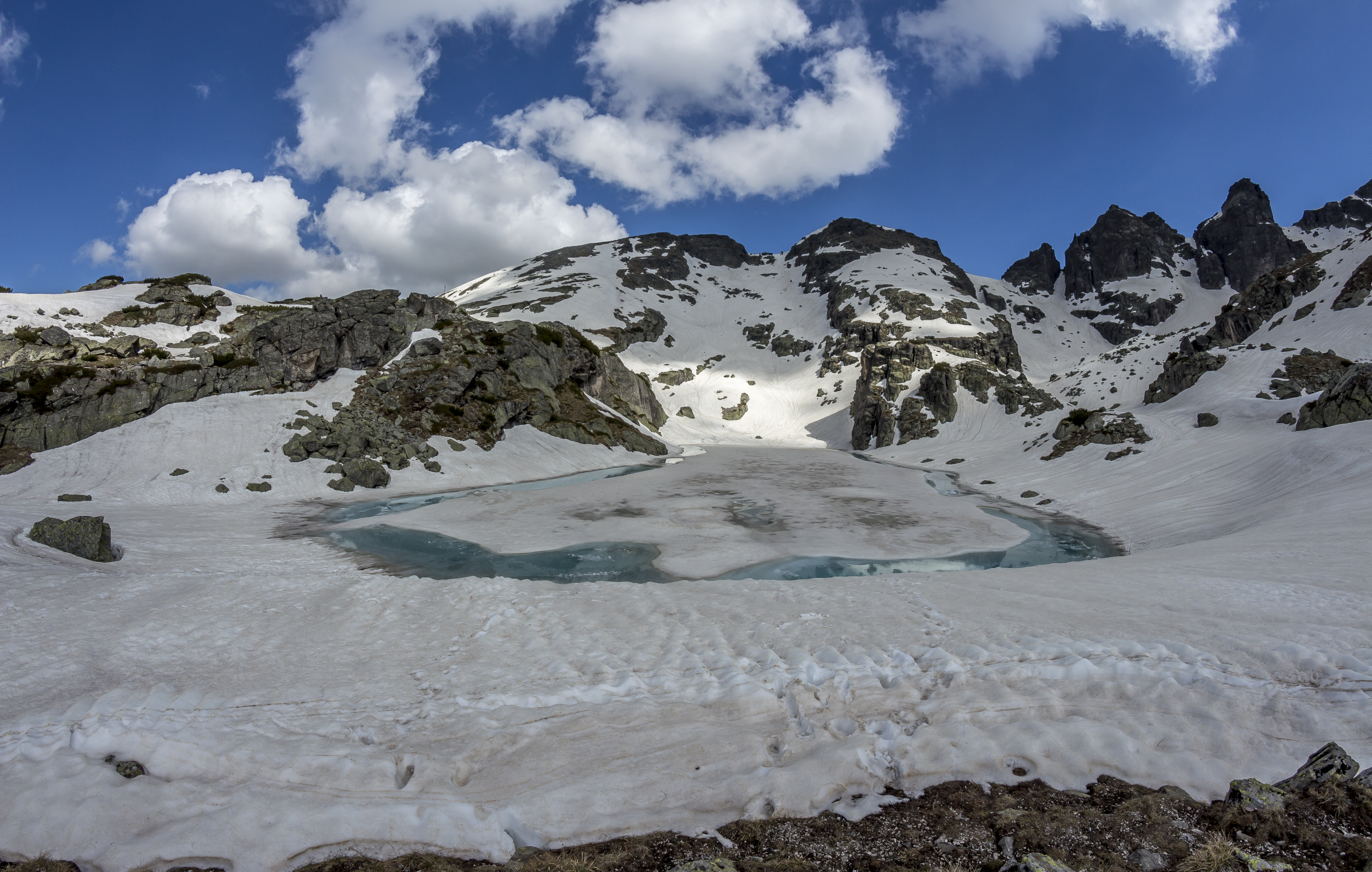
دریاچه کوهستانی Dreadful در ریلا،  بلغارستان
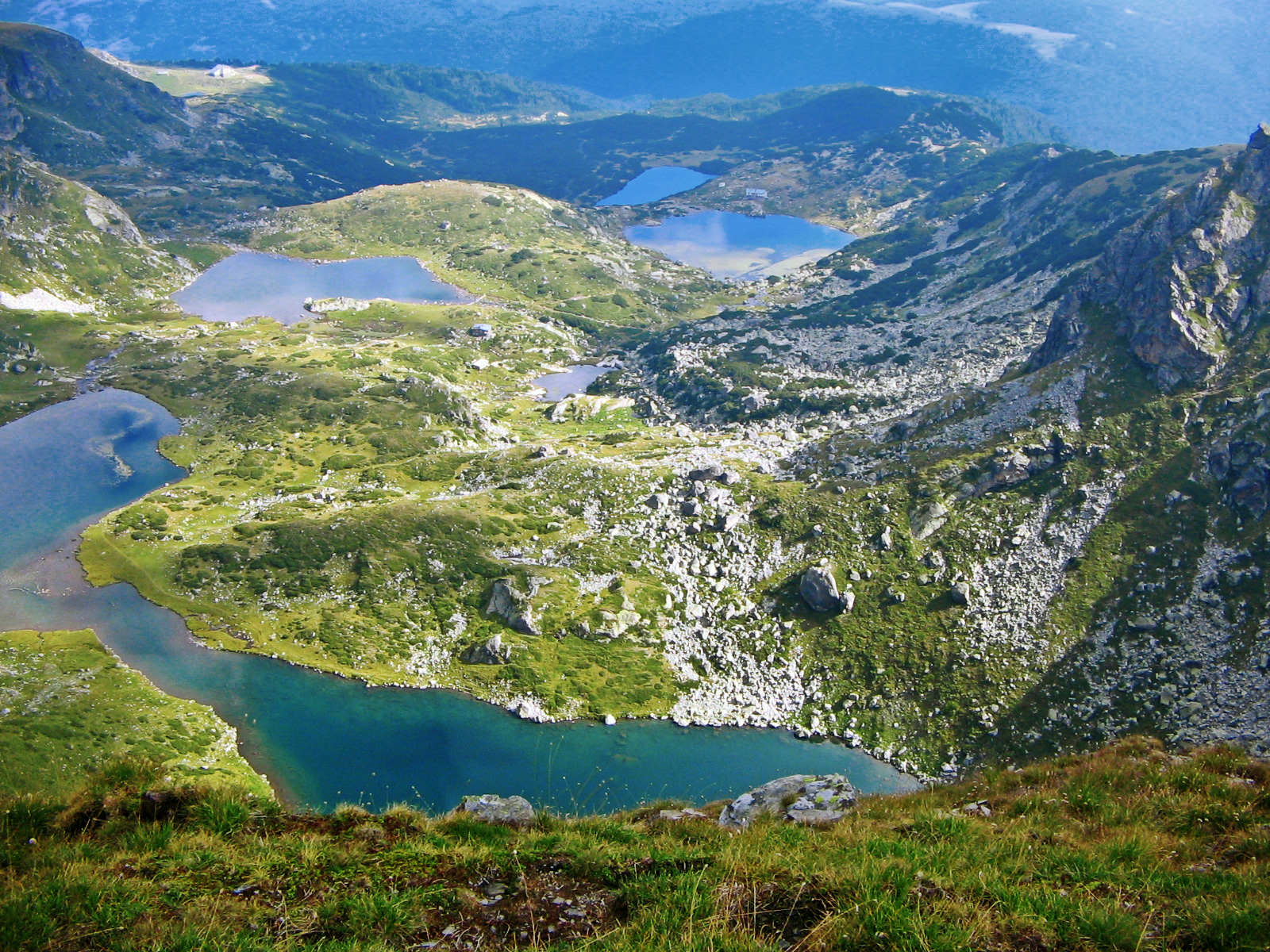
The دریاچه‌های کوهستانی سون ریلا در ریلا،  بلغارستان
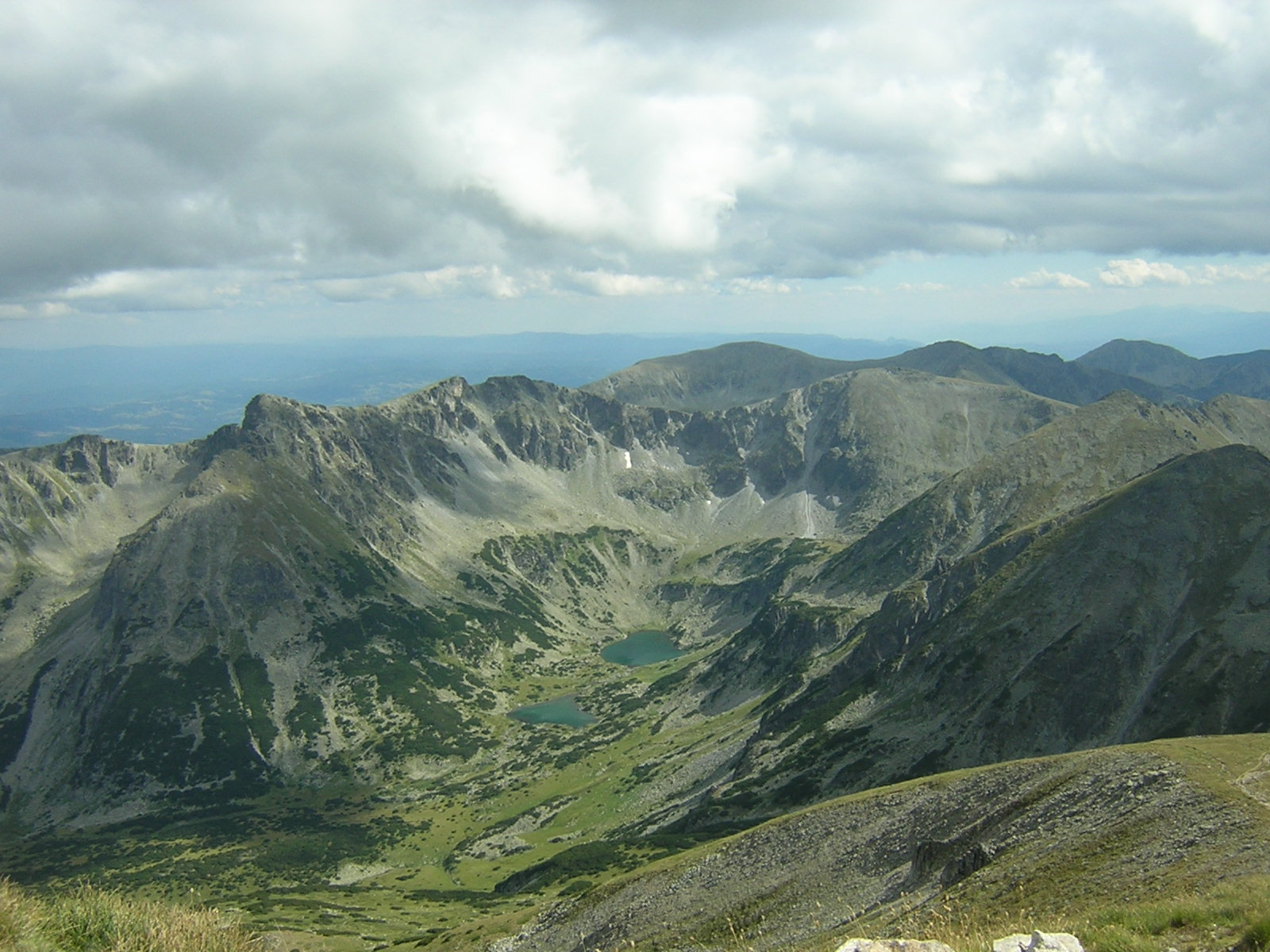
نمای دریاچه‌های کوهستانی Marichini، سرچشمه رود ماریتسا از روی قله مصلی، ریلا،  بلغارستان
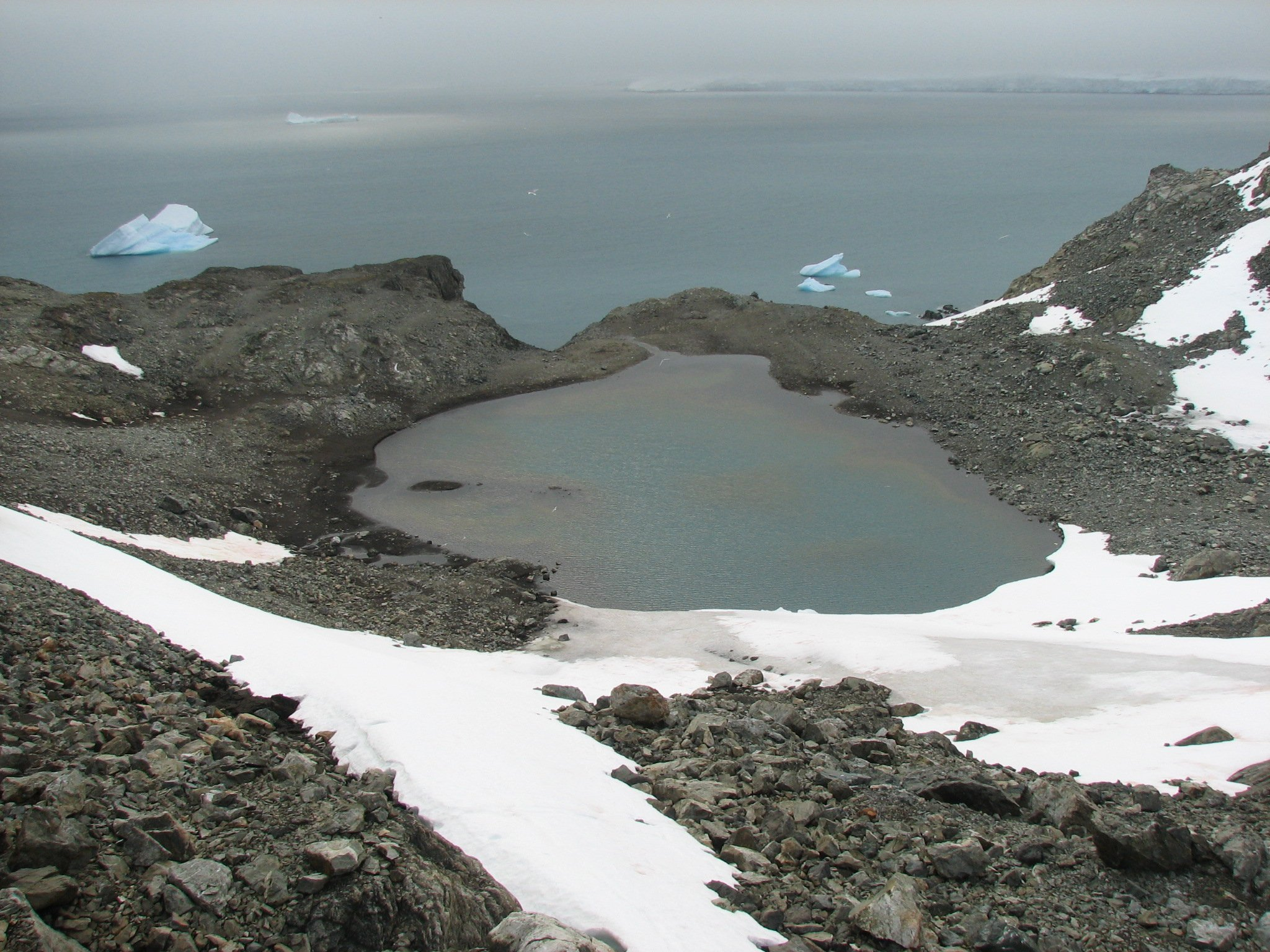
دریاچه کوهستانی شیر دریایی در جزیره لیوینگستون در جنوبگان